# Pyramisternum herbaceum
Pyramisternum herbaceum är en insektsart som beskrevs av Huang, C. 1983. Pyramisternum herbaceum ingår i släktet Pyramisternum och familjen gräshoppor. Inga underarter finns listade i Catalogue of Life.